# Stadion Międzynarodowy w Aleppo
Stadion Międzynarodowy w Aleppo (arab. ‏ملعب حلب الدولي‎, ang. Aleppo International Stadium) − wieloużytkowy stadion sportowy w syryjskim mieście Aleppo, jeden z największych stadionów na świecie, zaprojektowany przez polskiego konstruktora Stanisława Kusia, macierzysta arena reprezentacji Syrii w piłce nożnej i klubu Al-Ittihad Aleppo w turniejach międzynarodowych.
Stadion został otwarty w 2007 roku; może pomieścić 75 000 widzów. Obiekt jest częścią centrum sportowego Al-Hamdanijja, które znajduje się w południowo-zachodniej części Aleppo.
W wyniku działań wojennych w Aleppo (2012–16) fasada i trybuny stadionu zostały uszkodzone przez pociski moździerzowe, zaś cały obiekt przez kilka lat pozostawał zamknięty. W 2017 szkody odbudowano.